# Desmotheca
Desmotheca là một chi rêu trong họ Orthotrichaceae.